# Acraea indica
Acraea indica är en fjärilsart som beskrevs av Johannes Karl Max Röber 1885. Acraea indica ingår i släktet Acraea och familjen praktfjärilar. Inga underarter finns listade i Catalogue of Life.